# SN 2003go
SN 2003go – supernowa typu IIn odkryta 22 lipca 2003 roku w galaktyce A195247-1911. W momencie odkrycia miała maksymalną jasność 18,60m.